# Porsche-Diesel Junior 108 S
Der Porsche-Diesel Junior 108 S war ein Traktor der Porsche-Diesel Motorenbau GmbH mit Sitz in Friedrichshafen am Bodensee. Der Porsche-Diesel Junior 108 S wurde von 1957 bis 1961 insgesamt 400 mal produziert.
Der 1-Zylinder-Wirbelkammermotor des hinterradangetriebenen Junior 108 S leistet 14 PS (10 kW). Im Vorwärtsgang lag die Höchstgeschwindigkeit bei 19,9 km/h und im Rückwärtsgang bei 5,1 km/h. Technisch gesehen war der Junior 108 S mit einer Breite von 870 mm eine Schmalspurversion des Porsche Junior 108 K und entsprach ihm weitestgehend. Neben der geringeren Breite unterscheiden sich die Modelle optisch lediglich durch die Muschelkotflügel, eine schmalere Sitzschale und kürzere Scheinwerferhalterungen. Durch das Leergewicht von etwa 880 kg galt er als ideales Arbeitsgerät auf kleinen landwirtschaftlichen Flächen und Weingütern. Die Hinterachse konnte zwischen 660 und 1160 mm in der Spur verstellt werden, was die Arbeit auf dem Acker flexibler und leichter machte. Auf der Vorderachse lag die Achslast bei 380 kg, auf der Hinterachse bei 500 kg.
Die Einscheibentrockenkupplung stammte von Fichtel und Sachs, wohingegen das Einspritzsystem des Porsche-Diesel Junior 108 S von Bosch stammte. Das Getriebe war ein ZF-Zahnrad-Wechselgetriebe; der erste Gang war als Kriechgang für eine Geschwindigkeit von 1,8 km/h ausgelegt. Im Juni 1961 kam der Nachfolger Junior 109 S mit größerem Hubraum und einer um etwa 1 PS gestiegenen Motorleistung auf den Markt.